# Satu Nou de Sus, Maramureș

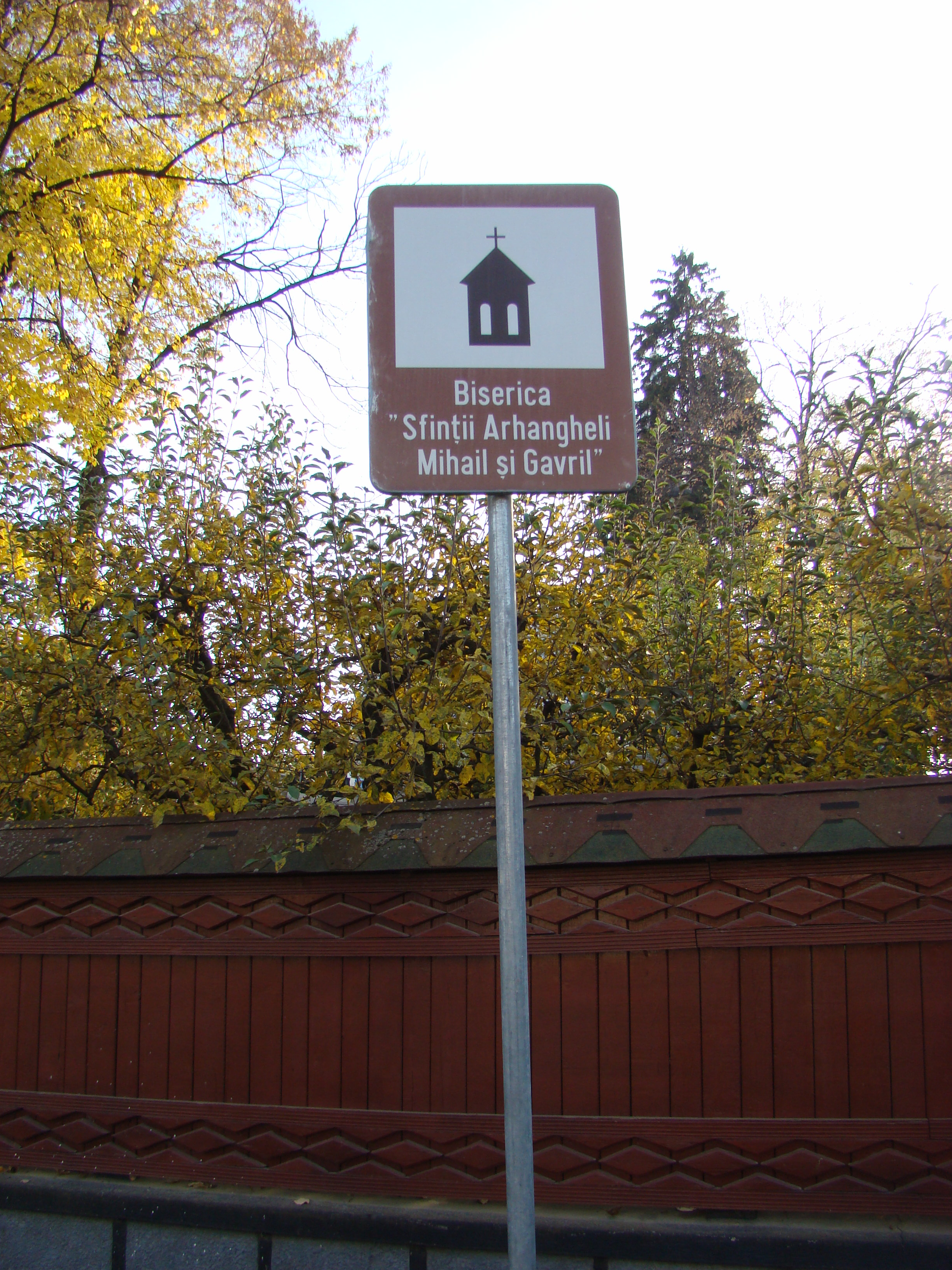
Biserica

Satu Nou de Sus (în maghiară Felsőújfalu) este un sat ce aparține orașului Baia Sprie din județul Maramureș, Transilvania, România.

## Istoric
Prima atestare documentară: 1828 (Felsö Újfalu). 

## Etimologie
Etimologia numelui localității: din Sat (< subt. sat „așezare rurală" < lat. fossatum) + Nou (vezi supra) + de + Sus (< adv. sus „ridicat" < lat. sussu(m), forma vulgară de la sursum). 

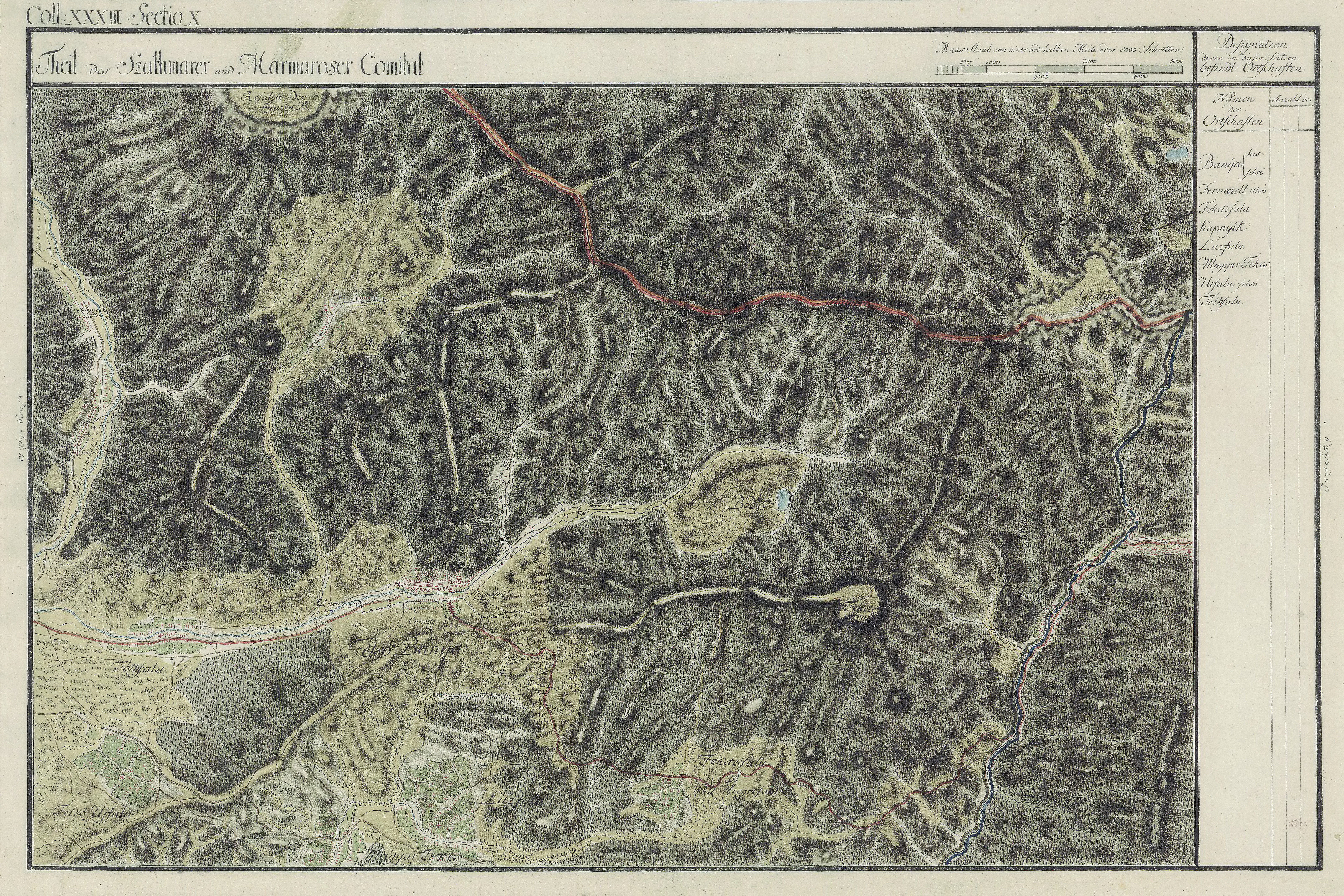
Satu Nou de Sus în Harta Iosefină a Comitatului Sătmar, 1782-85

## Demografie
La recensământul din 2011, populația era de 1.093 locuitori. 

## Asezare
Pe dealurile intinse de la iesirea din Baia Mare spre Baia Sprie, la doar 3 km de drumul national DN18, se afla o asezare rurala, cu oameni harnici si gospodari, cu livezi intinse si gospodarii aranjate, asezare aflata sub numele de Satu Nou de Sus.
Satu Nou de Sus este o localitate rurala care apartine din punct de vedere  economic, politic si administrativ de orasul Baia Sprie, judetul Maramures.
Asezarea rurala are aproximativ 400 de numere postale, adica 400 de case. Aici, vechiurile obiceiuri transmise din mosi-stramosi sunt inca vii, generatiile actuale bucurandu-se cu fiecare ocazie de semnificatiile si atmosfera fiecarei sarbatoare.

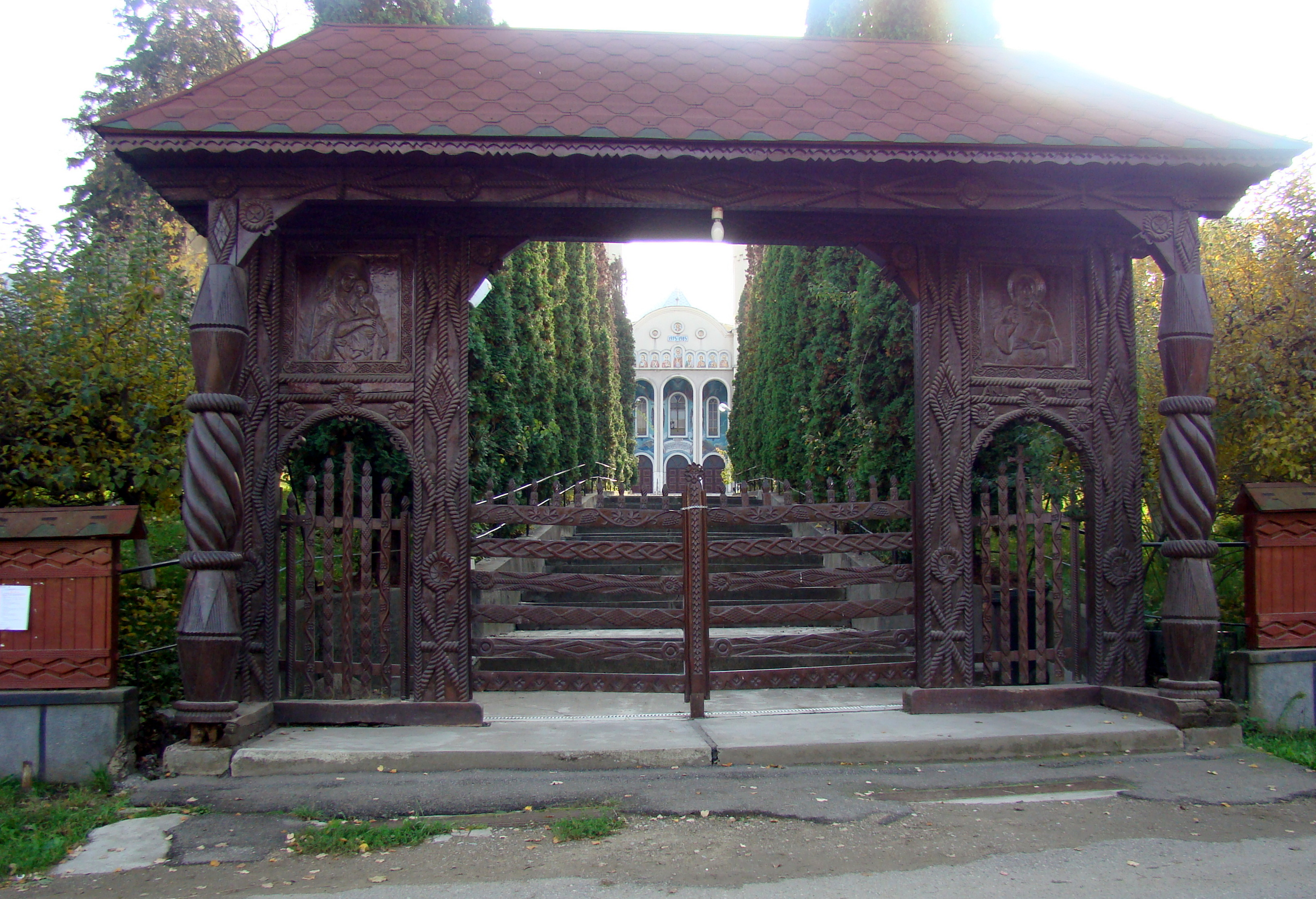

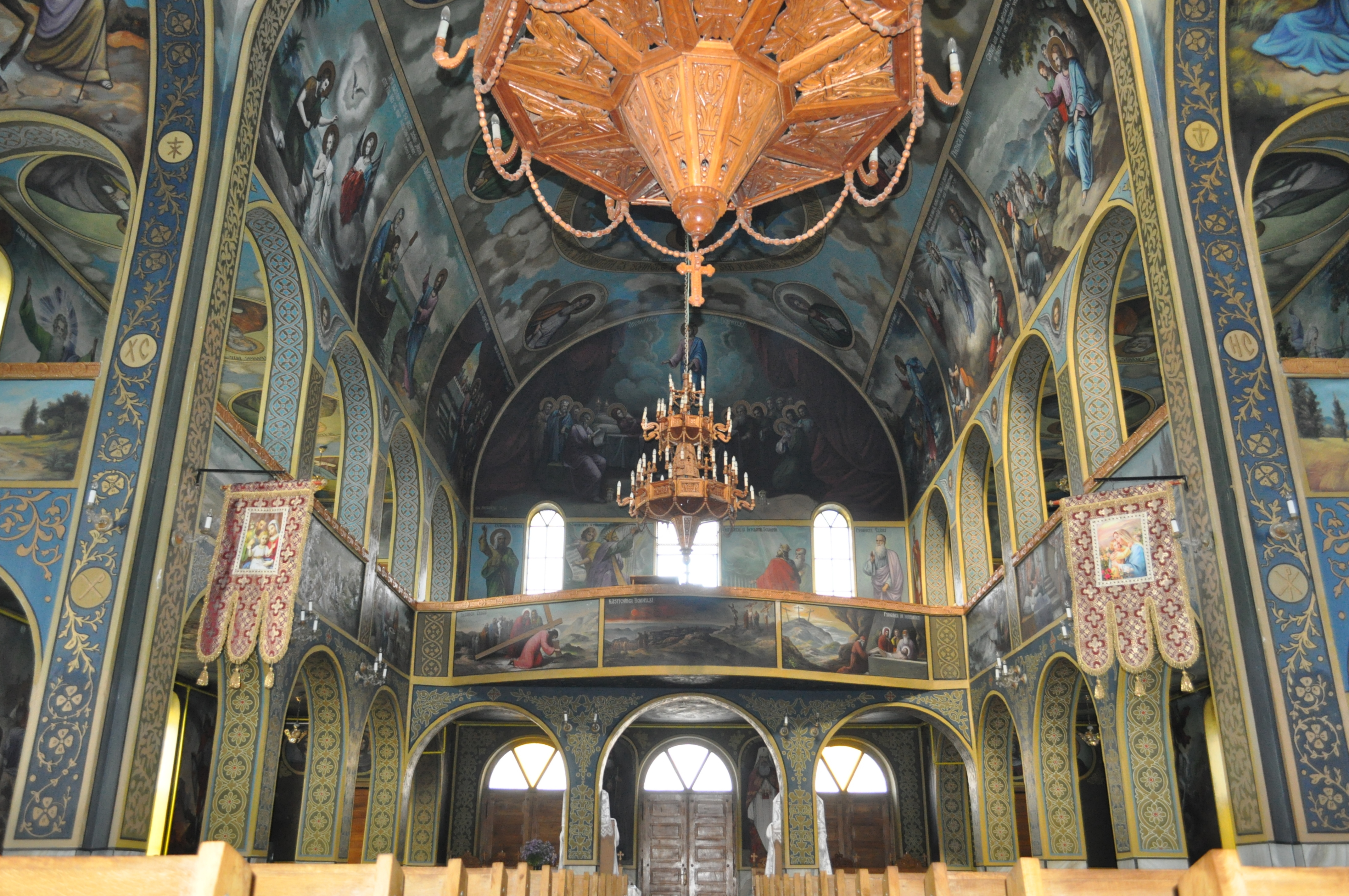

In vremurile stravechi, prin Satu Nou de Sus, dinspre Baia Mare circula trenul cu busteni inspre Rusia, respectiv Moscova. Intre timp, satul a fost ocupat de familii austro-ungare. Astfel s-a dezvoltat atat economic cat si administrativ. In prima faza, satul a apartinut  pana in anii 1968 - 1970 de comuna Grosi, astfel elevii existenti in acest sat fiind nevoiti sa se deplaseze la Scoala Generala din Grosi. Cu timpul, in urma unor hotarari, satul a apartinut atat economic, cat si administrativ de orasul Baia Sprie, dar de data aceasta, construindu-se in sat o Scoala Generala. Asa, elevii nu trebuiau sa se deplaseze in localitatile vecine, ci puteau invata la scoala din sat.

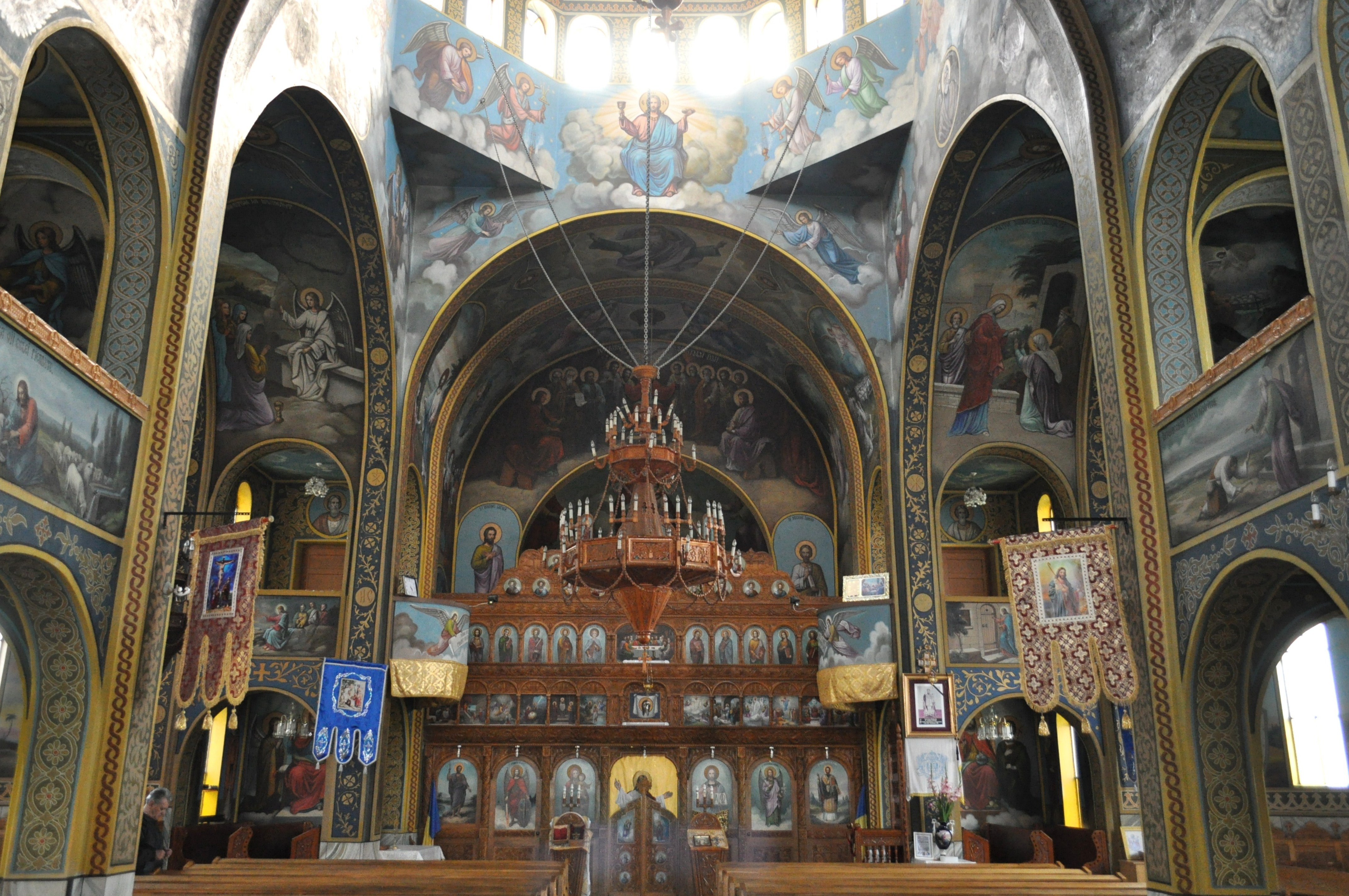

In acest sat se afla una dintre cele mai frumoase biserici, cu bolte inalte  si  frumoase, cu culori vii si impresionante. Preotul care slujeste este pr. Aftan Dumitru, fiind unul din cei mai buni oratori, astfel ca vocea lui blanda te linisteste atunci cand vorbeste si ne povesteste invataturile Lui. 

## Monument istoric
- Biserica „Sf. Arhangheli Mihail și Gavril” (1775).

## Personalități locale
- Vasile Costin (1938-1999), arhiepiscop ortodox; rector al Institutului Teologic Universitar din București (între 1982-1988).